# W (rovás)
A rovás W a székely-magyar rovásban használatos betű.

Idegen betűk átírási lehetőségei rovásra

## Hangértéke
A rovásban kétféle írásmód lehetséges: az W=V megfeleltetéssel, vagy a W önálló rovásjelével.

## Története

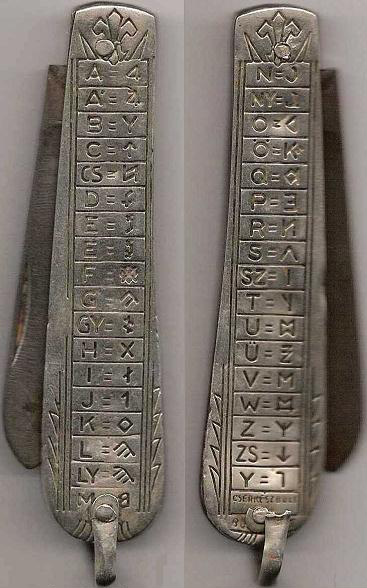
Cserkészkés, rovás ábécéje a Q, W, Y rovásjeleivel, (1927)

### 1930-as évek
Cserkészek használták először a rovás ábécéjükben.

### 1988
Balás Gábor és Romhányi B.:
dr. remetei Balás Gábor (1909-1995) székely-magyar őstörténet kutatójának megújított rovás ábécéje, 1988. "Ezért 1988-ban erről táblázatot készítettünk, s megújítottuk a kiejtéshöz közelebbre." Ez az ábécé tartalmazza többek közt a kettőzött V jelét is, amely formájában a későbbi W-vel azonos.

### 1996, 2001
Vér Sándor könyve.

### 2008

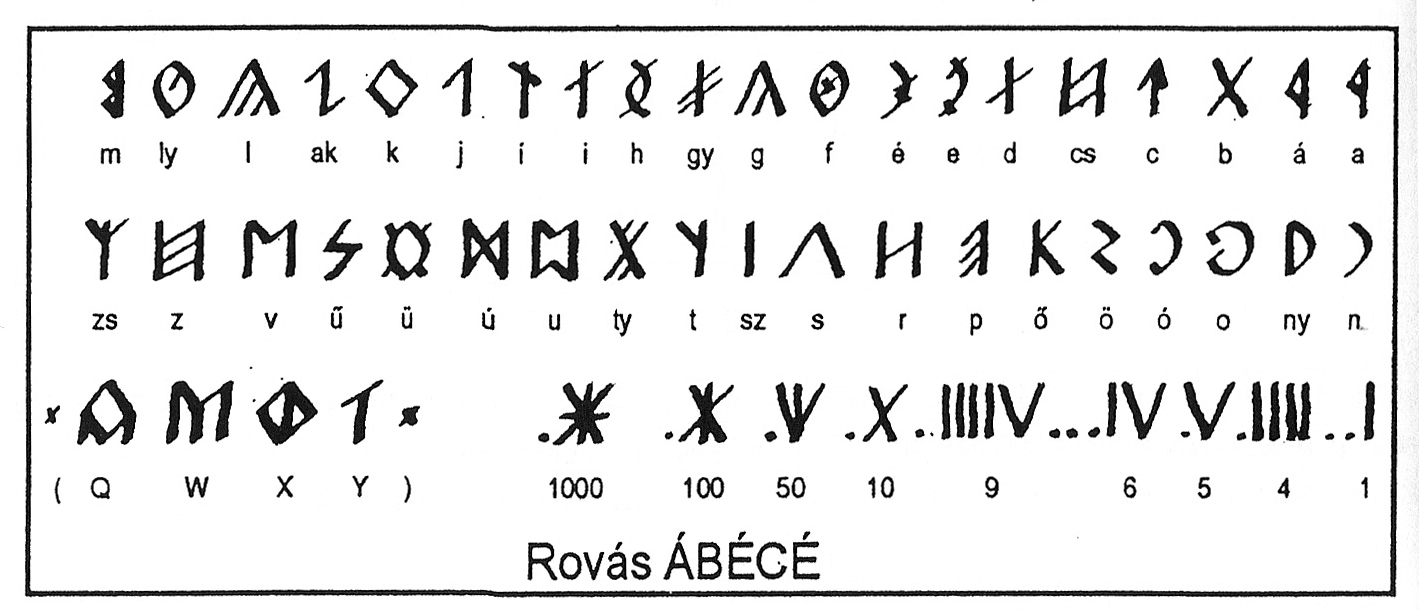
Vér Sándor rovás ÁBÉCÉ, 1996

2008. augusztus 28-án mutatta be Rumi Tamás, Sípos László, Tisza András közös továbbfejlesztett rovás W jelet, amely az összerovás hagyományait követi, számítógépes felhasználásra.
"A latin w jelet felfoghatjuk betűépítménynek is, hiszen
w = v + v. Akkor tegyük meg ezt rovással is.  +  =  
Az egyik v jelet a másikba tettük lejjebb csúsztatva. Az így kapott betűépítmény világosan kifejezi, hogy a latin szövegben w jel szerepelt, s nem lehet összekeverni olyan esetekkel, amikor két v jel kerül egymás mellé, pl: 'savval'."
2008. október 4-én az Élő Rovás szaktanácskozáson a W jellel is foglalkozott egy munkacsoport (Idegen nevek átírása, a Q, W, Y, X, DZS, DZ betűk).
- Szabványjavaslat: A tanácskozás résztvevői határozatban támogatták a székely-magyar rovásnak az Unicode szabványosítás számára Dr. Hosszú Gábor által készített és az Élő Rovás Tanácskozáson bemutatott szabványtervezetét (N3527 Archiválva 2008. december 21-i dátummal a Wayback Machine-ben), amely tartalmazza az W rovásjelét is.

## Számítástechnikai megjelenítése

A korszerű székely-magyar rovás abc

### Betűkészlet
Ingyenesen letölthető a Rovás Kiterjesztett JB helyről. A hozzá tartozó kódtáblázat a kódtábla helyről érhető el.

## Forrásművek

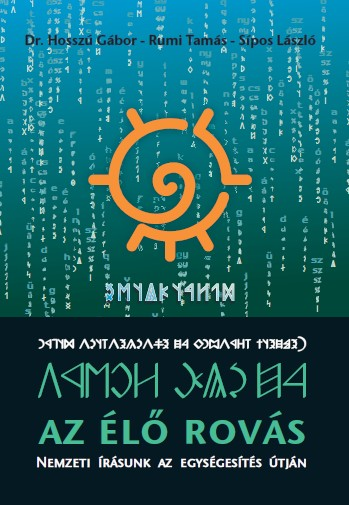
Az Élő Rovás

- Élő rovás szaktanácskozás könyve Élő Rovás - Nemzeti írásunk a szabványosítás útján. Imagent Kft. – Wou kft., Budapest, 2008. 1. kiadás ISBN 9789638796714
- Élő rovás szaktanácskozás könyve Élő Rovás - Nemzeti írásunk az egységesítés útján. Imagent Kft. – Wou kft., Budapest, 2010. 2. kiadás ISBN 9789638796752
- A Magyar Rovásírók Közösségének javaslata (készítette Dr. Hosszú Gábor): Proposal for encoding the Szekler-Hungarian Rovas in the BMP and the SMP of the UCS Archiválva 2008. december 21-i dátummal a Wayback Machine-ben, 2008. október 4.
- Rovásírás konferencia - Gödöllői Szolgálat c. újság, 2008. október 9.
- Für Zoltán: A magyar rovásírás ábécés könyve, Püski, 1999.
- Vér Sándor (2001): Életfa. Szeged: Bába és Társai, 2001 (Első kiadás), 2003 (Második kiadás), 2008 (Harmadik kiadás).
- Gábor Hosszú (2011): Heritage of Scribes. The Relation of Rovas Scripts to Eurasian Writing Systems.  First edition. Budapest: Rovas Foundation, ISBN 978-963-88437-4-6, available in Google Books at https://books.google.hu/books?id=TyK8azCqC34C&pg=PA1
- Kéki Béla: Az írás története, Gondolat, 1971.
- Rumi Tamás - Sípos László: Rovás Alapismeretek, 2010. ISBN 978-963-88437-1-5

## Székely-magyar rovásírásra átíró szövegszerkesztők
- Latin-kárpát-medencei rovásra átíró program
- Kliha Gergely által készített Firefox bővítmény, amely kárpát-medencei és székely-magyar rovásra is át tud alakítani